# Scleranthelia microsclera
Scleranthelia microsclera är en korallart som beskrevs av Lopez Gonzalez, Ocaña och Garcia Gomez 1995. Scleranthelia microsclera ingår i släktet Scleranthelia och familjen Clavulariidae. Inga underarter finns listade i Catalogue of Life.